# Thynne (Adelsgeschlecht)

Wappen des Marquess of Bath (Feld 1 und 4: Botteville; Feld 2 und 3: Stammwappen Thynne)

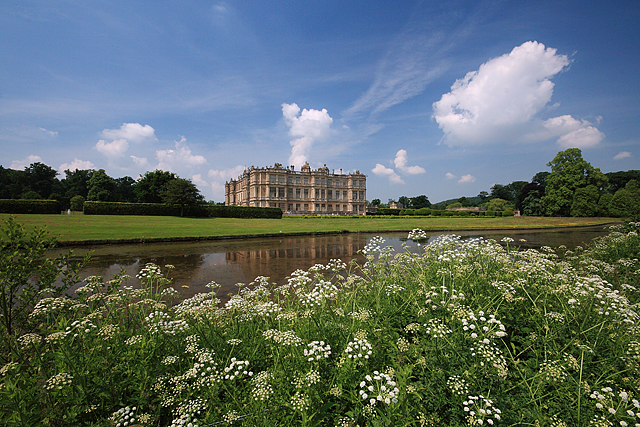
Longleat House, Sitz der Familie Thynne

Die Familie Thynne ist eine britische Adelsfamilie, deren Oberhaupt den Titel Marquess of Bath führt.

## Herkunft und Geschichte bis zum 17. Jahrhundert
Die Familie führt ihre Abstammung auf den aus dem Poitou stammenden Söldnerführer Geoffrey Boteville zurück, der zu Beginn des 13. Jahrhunderts im Dienst von König Johann Ohneland gestanden haben soll und sich später in Shropshire niedergelassen hatte. Seine Nachfahren lebten fortan als kleinere Freibauern in Shropshire. Im 16. Jahrhundert erhielt ein William Thynne ein gehobenes Amt am Hof von König Heinrich VIII. Sein aus Church Stretton stammender Neffe John Thynne kam durch ihn nach London und wurde Verwalter des Lordprotectors Somerset. Dadurch konnte er umfangreichen Grundbesitz in Südwestengland sowie das aufgelöste Kloster Longleat bei Warminster erwerben, an dessen Stelle er einen prächtigen Landsitz errichtete. Sein Sohn John Thynne konnte durch die Heirat mit der aus einer reichen Londoner Kaufmannsfamilie stammenden Joan Hayward den Grundbesitz der Familie um umfangreiche Güter in Shropshire und Gloucestershire erweitern. Im 16. und 17. Jahrhundert wurden zahlreiche Angehörige der Familie als Abgeordnete für das House of Commons gewählt. 1639 erbte der jüngere Sohn Henry Frederick Thynne die Güter in Shropshire und Gloucestershire und begründete eine Nebenlinie der Familie. Er wurde als Royalist 1641 zum Baronet erhoben. Sein Sohn Thomas Thynne erbte 1682 nach dem kinderlosen Tod seines gleichnamigen Vetters Thomas Thynne, der als einer der reichsten nichtadligen Engländer gegolten hatte, Longleat und führte die Familiengüter so wieder zusammen. Er wurde 1682 zum Viscount Weymouth und Baron Thynne erhoben.

## Einflussreiches Adelsgeschlecht im 18. und 19. Jahrhundert
Die Familie Thynne galt generell als anglikanisch, antikatholisch und als Tories, doch durch die lange Minderjährigkeit des 2. Viscount hatte sie in der ersten Hälfte des 18. Jahrhunderts weniger politischen Einfluss. Als Grundherren konnte die Familie ab 1750 dominierenden Einfluss auf das Borough Weobley in Hertfordshire erwerben, das fortan als Pocket Borough der Familie galt. Thomas Thynne, 3. Viscount Weymouth wurde durch gute Beziehungen und durch die Gunst Königs Georg III. Secretary of State und 1789 zum Marquess of Bath erhoben. Bis zum Ende der Herrschaft von Georg III. bekleideten er und weitere Mitglieder der Familie hohe Hofämter. Sein jüngerer Bruder Henry Thynne erbte 1776 die Besitzungen der Familie Carteret und wurde 1784 zum Baron Carteret erhoben. Diese Nebenlinie erlosch wieder 1849. Bis zur Wahlkreisreform 1832 hatte die Familie wegen ihres Reichtums großen politischen Einfluss, so dass zahlreiche Familienmitglieder für Weobley, Wiltshire oder andere Wahlkreise als Abgeordnete gewählt wurden. Auch nach der Wahlkreisreform, bei der der Wahlkreis Weobley aufgelöst wurde, behielt die Familie einen erheblichen politischen Einfluss und stellte bis zur ersten Hälfte des 20. Jahrhunderts mehrmals Abgeordnete für das House of Commons.

## Bewahrung des Familienbesitzes im 20. Jahrhundert
Bedingt durch den wirtschaftlichen Niedergang der großen Landgüter und wegen hoher Erbschaftssteuern gab der 6. Marquess of Bath 1949 Longleat zur Besichtigung für Touristen frei. Er und sein Sohn, der 7. Marquess, bauten das Unternehmen weiter aus, so dass Longleat heute noch im Besitz der Familie ist und zu den meistbesuchten Herrenhäusern Großbritanniens zählt.

## Stammliste (Auszug)

### Bis zum 2. Viscount Weymouth
1. William Thynne
2. Thomas Thynne
  1. John Thynne († 1580)
    1. John Thynne (um 1550–1604)
      1. Thomas Thynne 1578–1639
        1. Sir James Thynne (1605–1670)
        2. Thomas Thynne (um 1610–1669)
          1. Thomas Thynne (um 1648–1682)

      2. Henry Thynne, 1. Baronet (1615–1680)
        1. Thomas Thynne, 1. Viscount Weymouth (1640–1714)
          1. Henry Thynne (1675–1708)

        2. James Thynne (1644–1709)
        3. Henry Thynne (um 1644–1709)
          1. Thomas Thynne († 1710)
            1. Thomas Thynne, 2. Viscount Weymouth (1710–1751)

    2. Thomas Thynne (vor 1566–1625)

### Ab dem 2. Viscount Weymouth
1. Thomas Thynne, 2. Viscount Weymouth (1710–1751)
  1. Thomas Thynne, 1. Marquess of Bath (1734–1796)
    1. Thomas Thynne, 2. Marquess of Bath (1765–1837)
      1. Thomas Thynne, Viscount Weymouth (1796–1837)
      2. Henry Thynne, 3. Marquess of Bath (1797–1837)
        1. John Thynne, 4. Marquess of Bath (1831–1896)
          1. Thomas Thynne, 5. Marquess of Bath (1862–1946)
            1. John Thynne, Viscount Weymouth (1895–1916)
            2. Henry Thynne, 6. Marquess of Bath (1905–1992)
              1. Alexander Thynn, 7. Marquess of Bath (1932–2020)
                1. Ceawlin Thynn, 8. Marquess of Bath (* 1974)
                  1. John Thynn, Viscount Weymouth (* 2014)

          2. Alexander Thynne (1873–1918)

        2. Henry Thynne (1832–1904)
          1. Ulric Thynne (1871–1957)

      3. John Thynne (1798–1881)
      4. William Thynne (1803–1890)
      5. Edward Thynne (1807–1884)

    2. George Thynne, 2. Baron Carteret (1770–1838)
    3. John Thynne, 3. Baron Carteret (1772–1849)

  2. Henry Carteret, 1. Baron Carteret (1735–1826)